# Gooik-Geraardsbergen-Gooik 2017
La 7e édition de Gooik-Geraardsbergen-Gooik a eu lieu le 28 mai 2017. La course fait partie du calendrier international féminin UCI 2017 en catégorie 1.1. L'épreuve est remportée par la Néerlandaise Marianne Vos.

## Présentation

### Parcours
Le parcours effectue un premier circuit long de vingt-trois kilomètres. Il enchaîne ensuite sur un grand tour de soixante-treize kilomètres avec notamment les ascensions du mur de Grammont et du Bosberg, avant de se conclure par quatre tours de dix kilomètres.

### Équipes
| Équipes féminines professionnelles (9)- Boels Dolmans - Lares-Waowdeals Women Cycling Team - Lensworld-Kuota - Lotto Soudal - Orica-Scott - Parkhotel Valkenburg-Destil Cycling Team - Sport Vlaanderen-Etixx - Wiggle High5 - WM3 Pro Cycling Équipe féminines amateur (11)- Autoglas Wetteren - Equano - Isorex - Jan van Arckel - Jos Feron - Keukens Redant - Maaslandster Veris CCN - Swaboladies,nl - Textielstad de Jonge Renner - Wielerclub de sprinters Malderen - WV Breda Ladies |
| |

## Récit de la course
La première échappée est composée de Esther Van Veen et de Sylvie Boermans. Elle reste en tête jusqu'aux monts. Le mur de Grammont puis le Bosberg, permettent à Ellen Van Dijk, Lucinda Brand, Elisa Longo Borghini et Marianne Vos de s'isoler. Le peloton mené par les formations Orica-Scott et Boels Dolmans les prend immédiatement en chasse. Leur avance culmine à cinquante secondes, mais elles sont reprises au kilomètre cent-deux. Floortje Mackaij attaque mais est reprise. L'équipe WM3 envoie des coureuses ensuite à tour de rôle. Anna Plichta tente la première. Ensuite Yara Kastelijn et Maria Giulia Confalonieri s'échappent. Les deux coureuses ont une minute d'avance à vingt kilomètres de l'arrivée. À dix kilomètres de la ligne, Ellen van Dijk et Elisa Longo Borghini partent en poursuite.  Elles opèrent la jonction à six kilomètres du but. Yara Kastelijn perd le contact avec l'échappée. Marianne Vos accélère alors et revient immédiatement sur la tête. Elle bat ensuite ses compagnonnes d'échappée au sprint. Ellen van Dijk est deuxième et Maria Giulia Confalonieri troisième.

## Classements

### Classement final
| \| Classement général \| Classement général \| Classement général \| Classement général \| Classement général \| \| Coureuse \| Coureuse \| Pays \| Équipe \| Temps \| \| ------------------ \| ------------------------- \| ------------------ \| --------------------------- \| ------------------ \| \| 1re \| Marianne Vos \| Pays-Bas \| WM3 \| 3 h 32 min 09 s \| \| 2e \| Ellen van Dijk \| Pays-Bas \| Sunweb \| + 0 s \| \| 3e \| Maria Giulia Confalonieri \| Italie \| Lensworld-Kuota \| + 0 s \| \| 4e \| Elisa Longo Borghini \| Italie \| Wiggle High5 \| + 0 s \| \| 5e \| Jolien D'Hoore \| Belgique \| Wiggle High5 \| + 35 s \| \| 6e \| Lucinda Brand \| Pays-Bas \| Sunweb \| + 35 s \| \| 7e \| Monique van de Ree \| Pays-Bas \| Lares-Waowdeals Women \| + 35 s \| \| 8e \| Élise Delzenne \| France \| Lotto Soudal Ladies \| + 35 s \| \| 9e \| Gracie Elvin \| Australie \| Orica-Scott \| + 35 s \| \| 10e \| Demi de Jong \| Pays-Bas \| Parkhotel Valkenburg-Destil \| + 35 s \| |                           |           |                             |                 |
| |                           |           |                             |                 |
| Sources : ProCyclingStats Cycling Quotient |                           |           |                             |                 |
| Classement général |                           |           |                             |                 |
| Coureuse | Coureuse                  | Pays      | Équipe                      | Temps           |
| 1re | Marianne Vos              | Pays-Bas  | WM3                         | 3 h 32 min 09 s |
| 2e | Ellen van Dijk            | Pays-Bas  | Sunweb                      | + 0 s           |
| 3e | Maria Giulia Confalonieri | Italie    | Lensworld-Kuota             | + 0 s           |
| 4e | Elisa Longo Borghini      | Italie    | Wiggle High5                | + 0 s           |
| 5e | Jolien D'Hoore            | Belgique  | Wiggle High5                | + 35 s          |
| 6e | Lucinda Brand             | Pays-Bas  | Sunweb                      | + 35 s          |
| 7e | Monique van de Ree        | Pays-Bas  | Lares-Waowdeals Women       | + 35 s          |
| 8e | Élise Delzenne            | France    | Lotto Soudal Ladies         | + 35 s          |
| 9e | Gracie Elvin              | Australie | Orica-Scott                 | + 35 s          |
| 10e | Demi de Jong              | Pays-Bas  | Parkhotel Valkenburg-Destil | + 35 s          |

### Points UCI
| Position,          | 1er | 2e | 3e | 4e | 5e | 6e | 7e | 8e | 9e | 10e | 11e | 12e | 13e | 14e | 15e | 16e | 17e | 18e |
| Classement général | 80  | 60 | 45 | 35 | 30 | 25 | 21 | 18 | 15 | 12  | 10  | 8   | 6   | 5   | 4   | 3   | 2   | 1   |

## Organisation et règlement

### Primes
L'épreuve attribue les primes suivantes :
| Position | 1er   | 2e    | 3e    | 4e    | 5e    | 6e    | 7e    | 8e    | 9e    | 10e  |
| Prix     | 379 € | 326 € | 272 € | 164 € | 152 € | 141 € | 130 € | 119 € | 109 € | 97 € |

La onzième place donne 87 €, la douzième 76 €, la treizième 66 €, la quatorzième 52 €, la quinzième place 42 €, et celles de seize à vingt 28 €.